# Малец, Ведрана
Ведрана Малец (хорв. Vedrana Malec; род. 24 марта 1990 года, Загреб) — хорватская лыжница, участница Олимпийских игр в Сочи.
В Кубке мира Малец дебютировала 11 декабря 2010 года, всего стартовала в пяти гонках в рамках Кубка мира, но не поднималась в них выше 38-го места и кубковых очков не завоёвывала. Более регулярно и успешно выступает в Балканском кубке, где заняла первое место в общем итоговом зачёте в сезоне 2012/13.
На Олимпийских играх 2014 года в Сочи заняла 59-е место в скиатлоне, 61-е место в спринте, 59-е место в гонке на 10 км классическим стилем и 53-е место в масс-старте на 30 км.
За свою карьеру принимала участие в трёх чемпионатах мира, лучший результат 58-е место в скиатлоне на чемпионате мира 2013 года.